# Ana Radović
Ana Radović, née le 21 août 1986 à Sarajevo en RFS de Yougoslavie, est une handballeuse monténégrine évoluant au poste de demi-centre droite dans le club de Kolding IF Håndbold depuis 2012. En club elle porte le numéro 19.
Elle évolue également en équipe du Monténégro avec laquelle elle a été médaillée d'argent aux Jeux olympiques d'été de 2012 à Londres.

## Parcours
- ŽRK Medicinar Šabac : avant 2005
- puis  ŽRK Budućnost Podgorica : 2005-2012
- Kolding IF Håndbold  : depuis 2012

## Palmarès

### Équipe nationale
- Médaillée d'argent aux Jeux olympiques d'été de 2012 à Londres ( Royaume-Uni).